# Penpont
Penpont ist eine Ortschaft in der schottischen Council Area Dumfries and Galloway. Sie liegt rund fünf Kilometer westlich von Thornhill und 24 Kilometer nordwestlich von Dumfries am linken Ufer des Scaur Water. Historisch lag Penpont in der traditionellen Grafschaft Dumfriesshire und dem Distrikt Nithsdale.

## Geschichte
Der Ortsname leitet sich von kumbrisch pen-y-pont ab und bedeutet in etwa „Beginn der Brücke“. Das Kumbrische war um die erste Jahrtausendwende im Süden Schottlands verbreitet. Weite Teile des gleichnamigen umgebenden Parishs gehörten im 19. Jahrhundert zu den Besitztümern des Dukes of Buccleuch. Das nach einem Entwurf des schottischen Architekten David Bryce erbaute Herrenhaus Capenoch House liegt wenige hundert Meter südwestlich von Penpont. 1858 wurde in Penpont der Entdecker Joseph Thomson geboren.

## Verkehr
Die A702 (Edinburgh–St John’s Town of Dalry) bildet die Hauptstraße Penponts und bindet die Ortschaft an das Fernstraßennetz an. Im Osten, bei Thornhill, quert sie die A76. Penpont verfügte nie über einen eigenen Bahnhof. 1846 wurde jedoch in Thornhill ein Bahnhof entlang der Hauptstrecke der Glasgow and South Western Railway eröffnet. Obschon die Strecke selbst noch genutzt wird, wurde der Bahnhof in den 1960er Jahren aufgelassen.